# Manoscritto 14 dell'Archivio Storico Comunale di Cagliari
Il Manoscritto 14 dell'Archivio Storico Comunale di Cagliari è un codice araldico che contiene oltre 2200 stemmi, pertinenti a famiglie e città dei regni d'Aragona, di Castiglia, della Serenissima Repubblica di Venezia, di Firenze e di altre località d'Italia. Il manoscritto è redatto su un tipo di carta che presenta diverse filigrane risalenti ai secoli XIV - XVI. Il documento è stato datato alla fine del XVI secolo. Il manoscritto è noto anche come Ms. 14 della Biblioteca Comunale di Cagliari o come Stemmario di Cagliari.

## Breve storia archivistica del manoscritto
Il Ms. 14 è stato probabilmente redatto nella città di Saragozza entro gli anni 1600 - 1601 e, posteriormente, ha subito diverse modifiche da autori sconosciuti identificati mediante esame paleografico. Attraverso queste evidenza scientifiche, è stato possibile comprendere che il documento è passato dalla Spagna a uno dei regni dell'Italia, fino a giungere, attraverso vari passaggi, alla nobile famiglia Sanjust di Neoneli. Nel 1935 venne acquistato dal podestà fascista di Cagliari per la somma di 15000 lire e venne incorporato nel patrimonio della Biblioteca Comunale. Il manoscritto acquistato constava di 542 pagine, ma oggi ne sono sopravvissute solo 348: questo perché anche lo Stemmario di Cagliari subì alcuni danni dovuti al bombardamento aereo di Cagliari del 1943. Il manoscritto è stato restaurato dall'Istituto Centrale per il Restauro e la Conservazione del Patrimonio Archivistico e Librario tra il 2014 e il 2015. Attualmente il documento è consultabile presso la Mediateca del Mediterraneo di Cagliari.

## Lo Stemmario
Il Ms. 14 si presenta suddiviso in 174 carte recto e verso, ed è ricco di raffigurazioni di stemmi araldici pertinenti al tardo Medioevo e alla prima Età Moderna.
- Nelle carte 1 r. - 14 v. vi sono stemmi ovaliformi non meglio identificati, più diverse pagine bianche.
- Nelle carte 15 r. - 25 r. si trovano stemmi dei Grandes de España e una serie di informazioni in spagnolo che riguardano le casate rappresentate.
- Nelle carte 25 v. - 36 r. vi sono gli stemmi delle grandi casate della Serenissima Repubblica di Venezia.
- Nelle carte 36 r. (seconda parte della pagina) - 51 v. si trovano gli stemmi della nobiltà di Firenze.
- Nelle carte 52 r. - 102 r. vi sono testi e stemmi relativi alle famiglie nobili dei regni facenti capo alla Corona di Spagna.
- Nelle carte 102 v. - 116 v. si trovano testi e stemmi relativi al Regno di Napoli, nonché ulteriori stemmi dei sovrani di Spagna e di altri casati iberici.
- Nelle carte 117 r. - 139 r. vi sono testi e stemmi relativi alle principali città di Spagna e d'Italia.
- Nelle carte 139 v. - 147 v. si trova una parte testuale, che prevalentemente risulta essere una traduzione latina dell'opera di Vincenzo Borghini[9].
- Nelle carte 148 r. - 164 v. si trovano testi latini tratti interamente dall'opera di don Jerónimo de Blancas y Tomás (come già segnalato da Maria Donatella Sanna nei suoi primi studi sul manoscritto[10]).
- Nelle carte 165 r. - 168 r. vi sono alcuni stemmi della nobiltà di Casa Savoia.
- Nelle carte 168 v. - 174 v. è redatto un breve trattatello di araldica, in latino, corredato da alcuni stemmi.

Il cosiddetto Stemmario di Cagliari, dunque, si presenta come una raccolta assai completa di materiale araldico, corredato da testi di particolare pregio. Stando agli studi dell'araldista Fabio Manuel Serra, questo documento è da attribuire a un esponente del circolo culturale dello stesso don Jerónimo de Blancas y Tomás, che forse ha lavorato sotto dettatura del medesimo.

## L'edizione critica
Nel luglio del 2022 è stata resa disponibile in accesso aperto l'edizione critica del Ms. 14. Il lavoro ha permesso di rendere fruibile l'enorme mole di stemmi, grazie all'opera di ricostruzione informatica degli stessi. Ha inoltre offerto l'edizione integrale del testo, in alcuni punti ricostruito grazie alla lampada di Wood, necessaria per leggere le parti danneggiate dall'acqua e dall'umidità. Lo studio ha datato puntualmente il manoscritto, basandosi sui dati desumibili dal testo, e ha inoltre avanzato le ipotesi sulla paternità, essendo il documento acefalo e privo di copertina.